# John Baboeram
John Khemraadj Baboeram (Nieuw-Nickerie, 8 september 1946 — Paramaribo, 8 december 1982) was een Surinaamse advocaat. In 1982 was hij een van de vijftien slachtoffers van de Decembermoorden.

## Achtergrond
John Baboeram was de oudste in een gezin van tien kinderen. Zijn vader was landmeter. Na de middelbare school te hebben doorlopen studeerde hij rechten aan de Surinaamse Rechtsschool in Paramaribo, een studie die hij in 1972 voltooide. Hij volgde in Nederland een opleiding bij de rechterlijke macht en werd in 1974 directeur van de Stichting Surinamers in Den Haag. In 1977 begon hij in Suriname een advocatenpraktijk.

## Advocaat
Nadat op 25 februari 1980 tijdens de zogenaamde Sergeantencoup een groep militairen onder leiding van Desi Bouterse aan de macht was gekomen, werd Baboeram de verdediger van Karamat Ali, een gevangengenomen juridisch adviseur van de bij die gelegenheid afgezette minister-president Henck Arron. Tot Baboerams cliënten behoorden ook Badrissein Sital, Stanley Joeman en Chas Mijnals, die in hetzelfde jaar door het nieuwe Militair Gezag werden vervolgd vanwege de vermeende beraming van een tegencoup. In 1982 verdedigde Baboeram samen met Eddy Hoost en Harold Riedewald Soerinder Rambocus, die op 11 maart van dat jaar een onsuccesvolle greep naar de macht in het land had gedaan.

## 8 december 1982

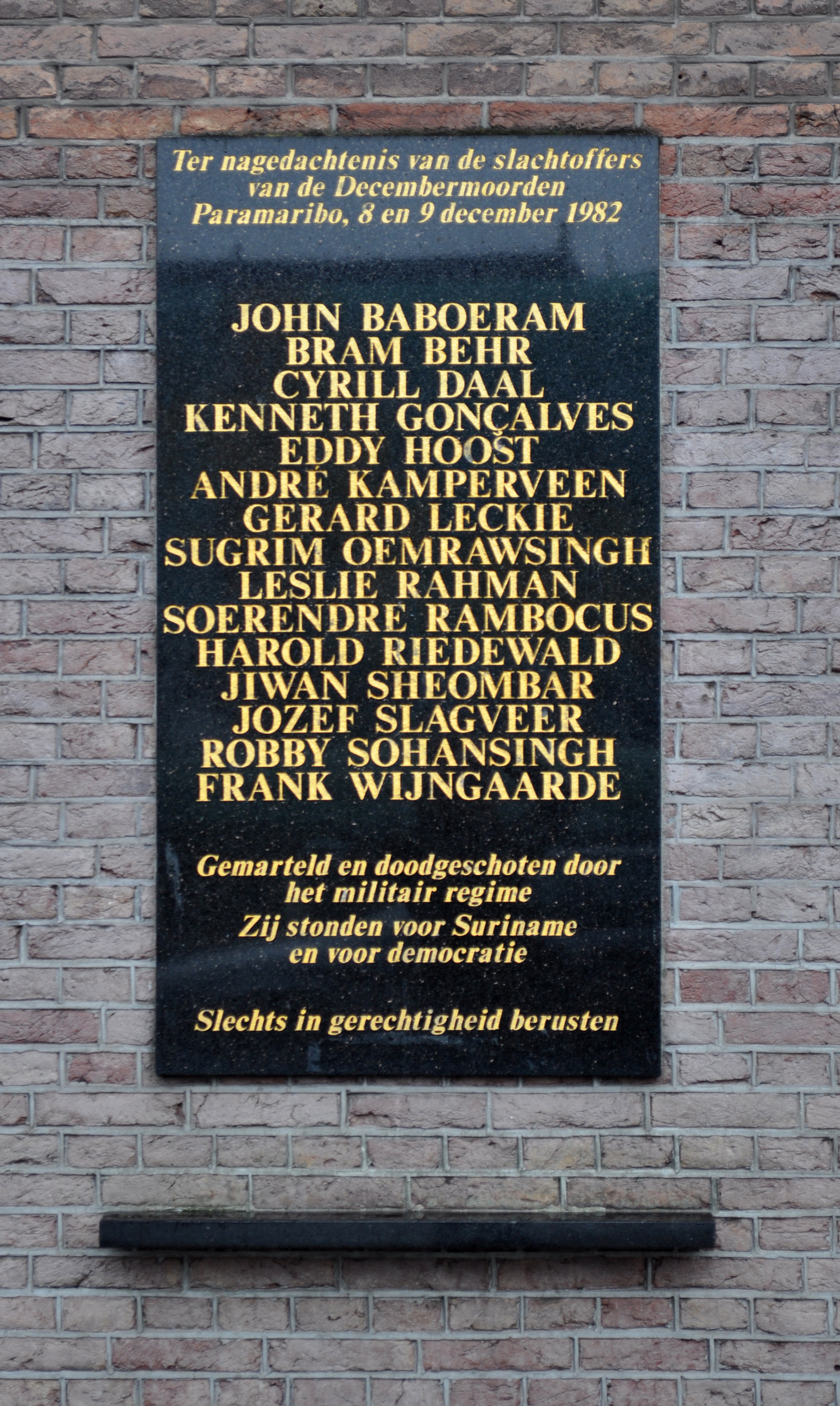
Herdenkingsplaquette in Amsterdam met de namen van de slachtoffers van de Decembermoorden

Baboeram, die de legitimiteit van het Militair Gezag betwistte en steeds meer betrokken raakte bij de Surinaamse democratiseringsbeweging, werd door Bouterse beschouwd als een van de "tegenstanders van het militaire regime". Op 8 december 1982 werd hij gearresteerd en samen met veertien anderen (onder wie Rambocus, Hoost en Riedewald) in Fort Zeelandia in Paramaribo vermoord. Een dag later werd zijn lichaam door militairen afgeleverd bij het Academisch Ziekenhuis in die stad, waar familieleden gelegenheid kregen om zijn stoffelijk overschot te identificeren.
Voor zijn dood bleek Baboeram ernstig mishandeld te zijn: hij had een gebroken bovenkaak, op één na al zijn tanden waren naar binnen geslagen, zijn lippen waren kapot en hij had een diepe horizontale wond op zijn voorhoofd. Ook had hij een kogelwond ter linkerzijde van zijn neus, die later was afgedekt met een pleister. Daarnaast had hij sneden in zijn wangen en interne bloedingen.
Baboeram werd op 13 december 1982 begraven op de begraafplaats Sarwa Oedai te Paramaribo.
John Baboeram ·
Bram Behr ·
Cyrill Daal ·
Kenneth Gonçalves ·
Eddy Hoost ·
André Kamperveen ·
Gerard Leckie ·
Sugrim Oemrawsingh ·
Lesley Rahman ·
Soerinder Rambocus ·
Harold Riedewald ·
Jiwansingh Sheombar ·
Jozef Slagveer ·
Robby Sohansingh ·
Frank Wijngaarde